# نعناع ثعلبي
نعناع ثعلبي (الاسم العلمي:Mentha alopecuroides) هو نوع من النباتات يتبع جنس النعناع من الفصيلة الشفوية.